# Solar Cycle
Solar Cycle is een historisch merk van elektrische motorfietsen.
Het was een project van de Amerikaan Jeff Dunnan die in 1979 een motorfiets bouwde die op zonne-energie en accu’s kon rijden. Dunnan dacht er 10% van de Amerikaanse markt mee te kunnen veroveren. In die tijd waren dat 90.000 motorfietsen. Er is echter nooit meer iets van vernomen.